# Diastatea costaricensis
Diastatea costaricensis är en klockväxtart som beskrevs av Mcvaugh. Diastatea costaricensis ingår i släktet Diastatea och familjen klockväxter. Inga underarter finns listade i Catalogue of Life.